# Stefanie Tan
Stefanie Li Yun Tan (* 16. September 1992 in Singapur) ist eine ehemalige singapurische Tennisspielerin.

## Karriere
Tan, die mit vier Jahren das Tennisspielen begann, bevorzugt dabei laut ITF-Profil Hartplätze.
Sie spielt überwiegend Turniere auf dem ITF Women’s Circuit, bei denen sie bislang zwei Einzel- und zwei Doppeltitel gewonnen hat.
Seit 2007 spielt Tan für die singapurische Fed-Cup-Mannschaft;  ihre Fed-Cup-Bilanz weist bislang 19 Siege bei 15 Niederlagen aus.
Bei den Südostasienspielen 2017 in Kuala Lumpur gewann sie eine Bronzemedaille im Einzel.
Ihr bislang letztes internationale Turnier spielte Tan im Februar 2018. Sie wird daher nicht mehr in der Weltrangliste geführt.

## Turniersiege

### Einzel
| Nr. | Datum            | Turnier | Kategorie   | Belag     | Finalgegnerin   | Ergebnis |
| --- | ---------------- | ------- | ----------- | --------- | --------------- | -------- |
| 1.  | 5. Juni 2016     | Baku    | ITF $10.000 | Hartplatz | Walerija Selewa | 6:1, 6:0 |
| 2.  | 15. Oktober 2016 | Jakarta | ITF $10.000 | Hartplatz | Jessy Rompies   | 6:4, 6:4 |

### Doppel
| Nr. | Datum          | Turnier    | Kategorie   | Belag     | Partnerin          | Finalgegnerinnen                        | Ergebnis |
| --- | -------------- | ---------- | ----------- | --------- | ------------------ | --------------------------------------- | -------- |
| 1.  | 2. August 2014 | Fort Worth | ITF $10.000 | Hartplatz | Haley Carter       | Catherine Harrison Mary Weatherholt     | 6:3, 6:3 |
| 2.  | 10. Juni 2016  | Baku       | ITF $10.000 | Hartplatz | Kamila Kerimbajewa | Katja Malikowa Anhelina Schachrajtschuk | 6:2, 6:3 |